# 弗拉努瓦
弗拉努瓦（法語：Franois，法語發音：[fʁanwa]）是法国杜省的一个市镇，位于该省西北部，贝桑松市区以西，属于贝桑松区。

## 地理
弗拉努瓦（47°13'57"N, 5°55'32"E）面积7.29 平方千米，位于法国勃艮第-弗朗什-孔泰大區杜省，该省份为法国东部内陆省份，北起上索恩省，西接汝拉省，东部及东南部与瑞士接壤，东北部与贝尔福地区省接壤。
与弗拉努瓦接壤的市镇（或旧市镇、城区）包括：塞尔莱萨潘、舍莫丹和沃。

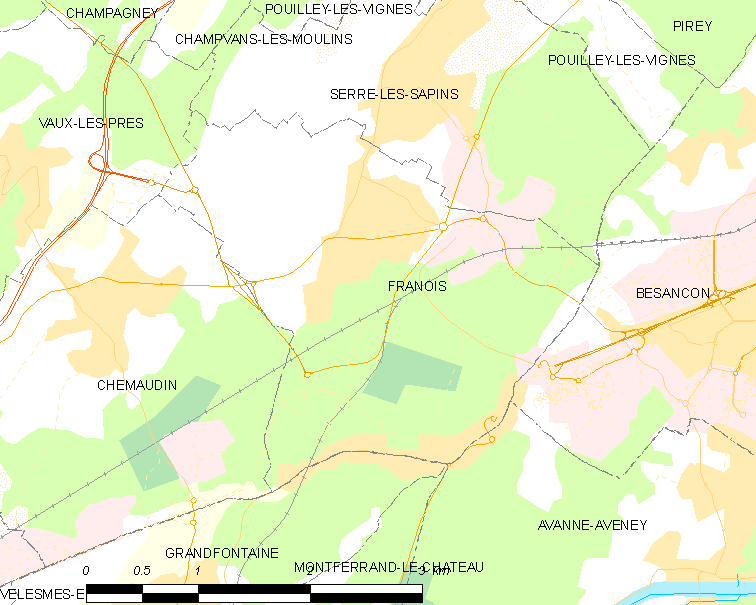
弗拉努瓦的OSM定位图

弗拉努瓦的时区为UTC+01:00、UTC+02:00（夏令时）。

## 行政
弗拉努瓦的邮政编码为25770，INSEE市镇编码为25258。

## 政治
弗拉努瓦所属的省级选区为贝桑松第一县。

## 人口

1962-2008年间弗拉努瓦人口变化图示

弗拉努瓦于2022年1月1日时的人口数量为2250人。